# مجلس نواب نبراسكا
مجلس نواب نبراسكا (بالإنجليزية: Nebraska House of Representatives)‏ هو مجلس النواب التشريعي لولاية نبراسكا الأمريكية، وهو المجلس الأدنى في.